# اوری (درخت)
اوری (Quercus macranthera) یا بلوط ایرانی یا بلوط قفقازی گونه‌ای از درختان برگریز بومی غرب آسیا (شمال ایران)؛ ترکیه و گرجستان، ارمنستان و آذربایجان در قفقاز است. گاهی در اروپا به عنوان درخت تزیینی با ارتفاعی تا ۳۰ متر رویانده می‌شود. نام‌ اوری رادر درفک و جواهردشت رامسر بدان دهند. گوری (رامسر)، اورو (شفارود)، پاچه مازو (لاهیجان)، ترش مازو (گرگان) و پالط (ارسباران). این درخت در ارتفاعات ۱۸۰۰گزی زرین گل تا ۲۴۰۰ گزی کلاردشت هست.
اوری در جنگل‌های ارتفاعات شمال ایران، مناطق کوهستانی قفقاز، ارسباران و جنگل‌های مختلط کاسپینی-هیرکانی دیده می‌شود. این گونه بلوط به شکل زمین و جهت جغرافیایی بستگی ندارد اما به ارتفاع زمین بستگی داشته و غالباً در ارتفاعات بالاتر از ۱۷۰۰ متر از سطح دریا رشد می‌کند و درختی سرما دوست و نورپسند است.